# گروه پی‌پی‌بی
گروه پی‌پی‌بی (انگلیسی: PPB Group) شرکت خوشه‌ای مالزیایی است، که در سال ۱۹۶۸ توسط رابرت کوک تأسیس شد.